# Leon Battista Gaburri
Leon Battista Gaburri (Ostiano, 13 aprile 1913 – Alassio, 19 agosto 1994) è stato un inventore italiano.

## Biografia
Nato a Ostiano, provincia di Cremona, nel 1913, si trasferisce a Milano in giovane età per lavorare e frequentare le scuole serali diplomandosi come Perito Edile.
A vent'anni gli è affidata a Milano, dalla Ditta Lucchetti e Lovati, la direzione dei lavori per il livellamento dei navigli leonardeschi, e, successivamente, per la costruzione dell'obitorio e altri lavori presso la Città degli Studi. 
Dai 23 anni ai 27 inizia ad interessarsi alla prefabbricazione mettendo a punto un sistema di elementi, pilastri e travi, prefabbricati in cemento armato con relativo arganello per il montaggio. L'originalità del sistema era concentrata sul giunto pilastro-trave, che veniva opportunamente rinforzato in fase di montaggio. Tale primo brevetto fu presentato nel 1941 e concesso nel '42.
Nel 1942 mette a punto il suo sistema con una villetta in periferia di Milano.
Nel 1946-47 esegue una costruzione abitativa di 4 piani sperimentale per il QT8.
Fa parte, per un breve periodo, della prima Commissione Edilizia di Milano del dopoguerra, ove
collabora con Ernesto Rogers, Piero Bottoni e Pier Luigi Nervi.
Alla fine del '47 si trasferisce in Argentina , dove ha la possibilità di sperimentare il Sistema Gaburri su vasta scala edificando scuole e quartieri residenziali per il primo governo Peròn.
Nel 1954 è nuovamente in Italia dove perfeziona il suo sistema antisismico,STRUCTURAPID BREVETTI GABURRI ampiamente adattabile a varie soluzioni architettoniche.
I brevetti si estendono agli stampi, alle rampe di scale alle travi-gronda, ai pilastri tondi, alle pareti ed ai solai.
Sempre in questo periodo effettua studi relativi a prefabbricati per gallerie autostradali, ponti e minareti.
Nel 1968 pubblica il Manuale Structurapid per progettisti e ingegneri.
Diffonde gradatamente i suoi brevetti in Italia e all'estero, attraverso numerosi concessionari.
Nel 1975 studia un sistema di mulini a vento finalizzato al risparmio energetico.
Nel 1977 colpito da ictus, cessa gradatamente l'attività con i concessionari effettuando un ampio lavoro di ricerca di cui restano quaderni e schizzi.

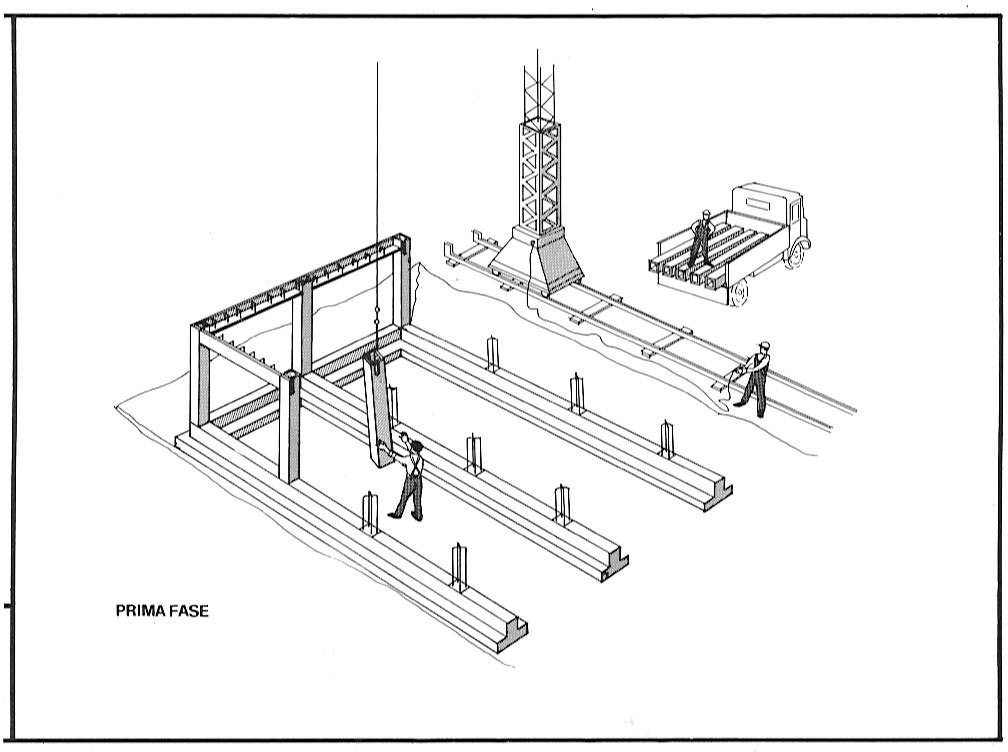
Structurapid 1

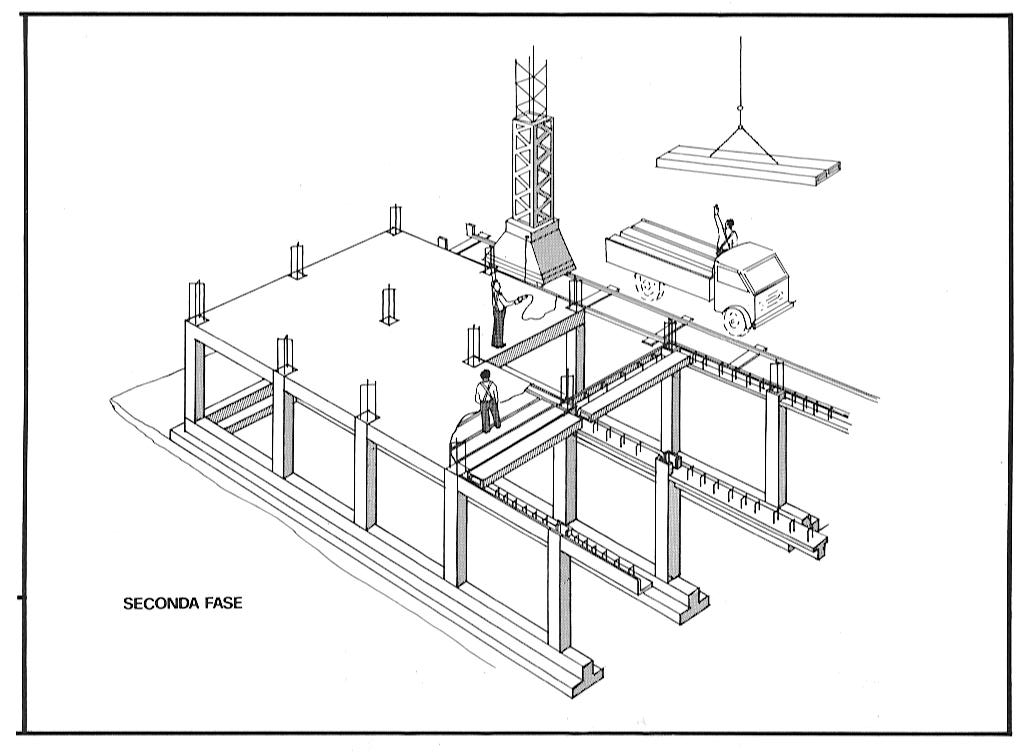
Structurapid 2

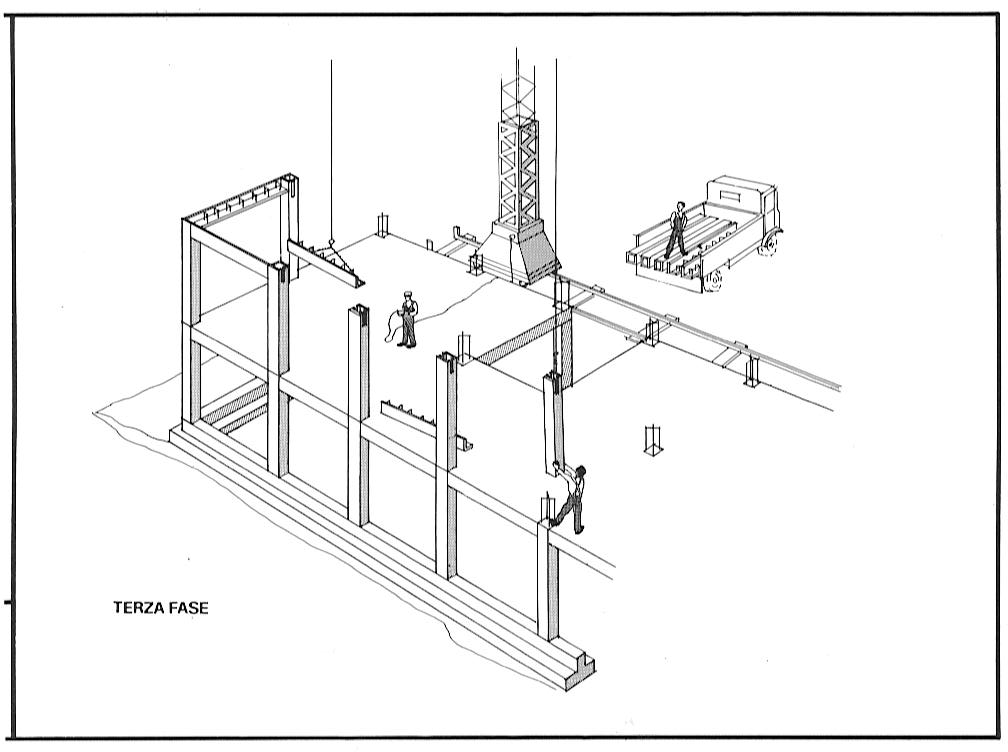
Structurapid 3

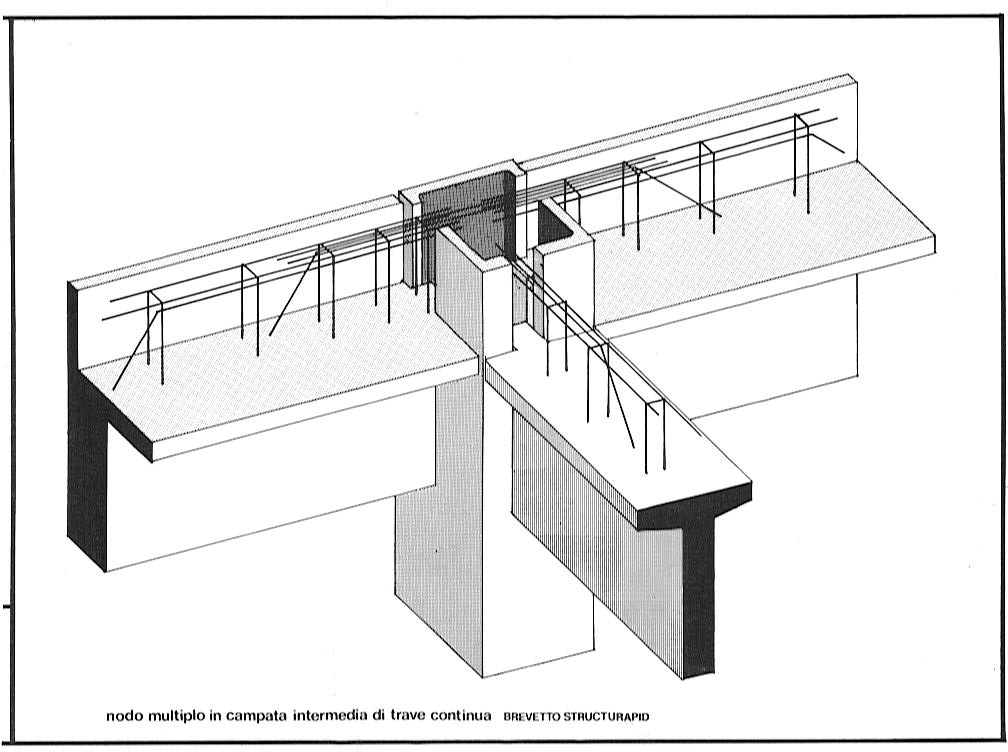
Structurapid nodo pilastro trave

Muore il 19 agosto del '94

## Il Sistema Structurapid
Gli elementi, strutture portanti composte di pilastri e travi di cemento armato prefabbricati:
Il pilastro viene prefabbricato nelle sezioni volute, vuoto internamente per tutta la sua lunghezza, ed è munito di aperture per l'incastro delle travi. Lo spessore della parte prefabbricata è quello sufficiente a includere l'armatura di calcolo. Una volta collocato in opera il pilastro viene riempito con calcestruzzo e completato con i monconi di congiungimento.
La trave viene prefabbricata per la parte che sporge al di sotto del solaio, ma con l'armatura sporgente sull'estradosso. Il solaio viene posato sulla trave prefabbricata in modo da lasciare lo spazio per una correa, da gettarsi in opera, che serve a completarela trave stessa e ad assicurare la collaborazione del solaio. Le estremità delle travi hanno appositi incastri per l'unione coi pilastri.
Il “nodo” pilastro-trave
Gli elementi pilastro e trave di un piano generico, formanti nodo nella struttura del fabbricato con il pilastro del piano superiore, vengono collegati fra loro in fase di montaggio a mezzo di monconi di ferro verticali, i quali trovano
sede nel vano cavo dei pilastri e costituiscono la continuità dei collegamenti verticali della struttura.
I monconi orizzontali vengono posizionati nella parte superiore della trave, quella da completarsi in opera, e costituiscono la continuità coi collegamenti orizzontali.
Sia i monconi orizzontali che quelli verticali vengono opportunamente calcolati e disposti nel senso degli sforzi in modo da fornire una sufficiente resistenza e rigidità al “nodo”pilastro-trave e continuità degli sforzi in esso insistenti.
Questo tipo di “nodo”, per la sua versatilità tecnica, ha conferito allo Structurapid le caratteristiche di Sistema Antisismico.
Altri elementi prefabbricati del Sistema: solaio, pilastro tondo, trave-gronda, pannelli verticali, rampa scale.
Il Sistema Structurapid può essere facilmente adattabile a qualunque tipologia edilizia: dal capannone al grattacielo, dalla casa colonica alla villetta , all'edilizia scolastica.

## Riconoscimenti
In base agli studi di un gruppo di ricerca dell'Università di Roma Tor Vergata, capitanata dal Prof.Ing Sergio Poretti, esposti nel Seminario del 26/10/2012 “La costruzione industrializzata in Italia tra gli anni '60 e ‘80”, lo Structurapid risulta essere stato il brevetto edilizio italiano più esportato all'estero.